# Rạch Chiếc – Trau Trảu
Rạch Chiếc – Trau Trảu là một tuyến sông chảy qua thành phố Thủ Đức, Thành phố Hồ Chí Minh, nối sông Sài Gòn với sông Tắc thuộc hệ thống sông Đồng Nai.
Tuyến sông này có chiều dài 11 km, chảy theo hướng Đông – Tây qua các phường Trường Thọ, An Phú, Phước Long A, Phước Bình, Phước Long B, Phú Hữu, Tăng Nhơn Phú B, Long Trường, Trường Thạnh và Long Thạnh Mỹ thuộc thành phố Thủ Đức.
Các cây cầu bắc qua sông: cầu Rạch Chiếc, cầu Nam Lý, cầu Phú Hữu, cầu Kinh, cầu Tăng Long và cầu Trao Trảo.